# Therion inusitatum
Therion inusitatum är en stekelart som först beskrevs av Charles Thomas Brues 1910.  Therion inusitatum ingår i släktet Therion och familjen brokparasitsteklar. Inga underarter finns listade i Catalogue of Life.